# Lista de brasileiros campeões de MMA
Esta é uma lista dos brasileiros campeões do MMA em organizações estrangeiras, considerando as principais organizações mundiais de MMA.

## Lista de brasileiros campeões do UFC
| n°  | Lutador campeão     | Divisão            | Ano       | Linear | Interino | Duplo campeão |
| --- | ------------------- | ------------------ | --------- | ------ | -------- | ------------- |
| 1°  | Royce Gracie        | Absoluto           | 1993/1994 | Sim    | Não      | Não           |
| 2°  | Marco Ruas          | Absoluto           | 1995      | Sim    | Não      | Não           |
| 3°  | Vítor Belfort       | Pesado/Meio-pesado | 1997/2004 | Sim    | Não      | Não           |
| 4°  | Murilo Bustamante   | Peso-médio         | 2002      | Sim    | Não      | Não           |
| 5°  | Anderson Silva      | Peso-médio         | 2006/2013 | Sim    | Não      | Não           |
| 6°  | Rodrigo Minotauro   | Pesado             | 2008      | Não    | Sim      | Não           |
| 7°  | Lyoto Machida       | Meio-pesado        | 2009/2010 | Sim    | Não      | Não           |
| 8°  | Maurício Shogun     | Meio-pesado        | 2010/2011 | Sim    | Não      | Não           |
| 9°  | José Aldo           | Peso-pena          | 2010-2016 | Sim    | Sim      | Não           |
| 10° | Júnior dos Santos   | Pesado             | 2011/2012 | Sim    | Não      | Não           |
| 11° | Renan Barão         | Peso-galo          | 2012-2014 | Sim    | Sim      | Não           |
| 12° | Fabrício Werdum     | Pesado             | 2014/2016 | Sim    | Sim      | Não           |
| 13° | Rafael dos Anjos    | Peso-leve          | 2015/2016 | Sim    | Não      | Não           |
| 14° | Amanda Nunes        | Galo e Pena        | 2016-2021 | Sim    | Não      | Sim           |
| 15° | Cristiane Justino   | Peso-pena          | 2017/2018 | Sim    | Não      | Não           |
| 16° | Jéssica Andrade     | Palha              | 2019      | Sim    | Não      | Não           |
| 17° | Deiveson Figueiredo | Peso-mosca         | 2020-2021 | Sim    | Não      | Não           |
| 18° | Charles do Bronx    | Peso-leve          | 2021      | Sim    | Não      | Não           |
| 19° | Glover Teixeira     | Meio-pesado        | 2021      | Sim    | Não      | Não           |
| 20° | Alex Pereira        | Peso-médio         | 2022      | Sim    | Não      | Sim           |
| 21° | Alexandre Pantoja   | Peso-mosca         | 2023      | Sim    | Não      | Não           |

## Lista de brasileiros campeões do Bellator
| n° | Lutador campeão   | Divisão     | Ano       | Linear | Interino | Duplo Campeão |
| -- | ----------------- | ----------- | --------- | ------ | -------- | ------------- |
| 1° | Eduardo Dantas    | Galo        | 2012/2016 | Sim    | Não      | Não           |
| 2° | Douglas Lima      | Meio-médio  | 2014      | Sim    | Não      | Não           |
| 3° | Patrício Freire   | Leve e Pena | 2014/2019 | Sim    | Não      | Sim           |
| 4° | Rafael Carvalho   | Médio       | 2015      | Sim    | Não      | Não           |
| 5° | Marcos Galvão     | Galo        | 2015      | Sim    | Não      | Não           |
| 6° | Cristiane Justino | Pena        | 2020      | Sim    | Não      | Não           |
| 7° | Juliana Velasquez | Mosca       | 2020      | Sim    | Não      | Não           |
| 8° | Patricky Freire   | Leve        | 2021      | Sim    | Não      | Não           |

## Lista de brasileiros campeões do ONE FC
| n° | Lutador campeão          | Divisão     | Ano       | Linear | Interino | Duplo Campeão |
| -- | ------------------------ | ----------- | --------- | ------ | -------- | ------------- |
| 1° | Bibiano Fernandes        | Galo        | 2013/2019 | Sim    | Sim      | Não           |
| 2° | Adriano Moraes           | Mosca       | 2014/2016 | Sim    | Sim      | Não           |
| 3° | Roger Gracie             | Meio-pesado | 2016      | Sim    | Não      | Não           |
| 4° | Alex Silva               | Palha       | 2017      | Sim    | Não      | Não           |
| 5° | Allycia Hellen Rodrigues | Peso átomo  | 2020      | Sim    | Não      | Não           |
| 6° | John Lineker             | Galo        | 2022      | Sim    | Não      | Não           |

## Lista de brasileiros campeões do Strikeforce
| n° | Lutador campeão   | Divisão     | Ano  | Linear | Interino | Duplo Campeão |
| -- | ----------------- | ----------- | ---- | ------ | -------- | ------------- |
| 1° | Renato Sobral     | Meio-pesado | 2008 | Sim    | Não      | Não           |
| 2° | Cristiane Justino | Pena        | 2009 | Sim    | Não      | Não           |
| 3° | Rafael Cavalcante | Meio-pesado | 2010 | Sim    | Não      | Não           |
| 4° | Ronaldo Souza     | Médio       | 2010 | Sim    | Não      | Não           |

## Lista de brasileiras campeãs da Invicta FC
| n° | Lutador campeão    | Divisão | Ano       | Linear | Interino | Duplo Campeão |
| -- | ------------------ | ------- | --------- | ------ | -------- | ------------- |
| 1° | Cristiane Justino  | Pena    | 2013-2017 | Sim    | Não      | Não           |
| 2° | Herica Tiburcio    | Átomo   | 2014-2015 | Sim    | Não      | Não           |
| 3° | Lívia Renata Souza | Palha   | 2015-2016 | Sim    | Não      | Não           |
| 4° | Jennifer Maia      | Mosca   | 2016-2018 | Sim    | Sim      | Não           |
| 5° | Virna Jandiroba    | Palha   | 2018-2019 | Sim    | Não      | Não           |
| 6° | Vanessa Porto      | Mosca   | 2019-2020 | Sim    | Não      | Não           |
| 7° | Jéssica Delboni    | Átomo   | 2022      | Sim    | Não      | Não           |

## Lista de brasileiros campeões do Pride
| n° | Lutador campeão   | Divisão | Ano       | Linear | Interino | Duplo Campeão |
| -- | ----------------- | ------- | --------- | ------ | -------- | ------------- |
| 1° | Rodrigo Minotauro | Pesado  | 2001-2003 | Sim    | Não      | Não           |
| 2° | Wanderlei Silva   | Médio   | 2001-2007 | Sim    | Não      | Não           |
| 3° | Maurício Shogun   | Médio   | 2005      | Sim    | Não      | Não           |

## Lista de brasileiros campeões do World Extreme Cagefighting
| n° | Lutador campeão | Divisão | Ano       | Linear | Interino | Duplo Campeão |
| -- | --------------- | ------- | --------- | ------ | -------- | ------------- |
| 1° | Hermes França   | Leve    | 2005-2007 | Sim    | Não      | Não           |
| 2° | Paulo Filho     | Médio   | 2007      | Sim    | Não      | Não           |
| 3° | José Aldo       | Pena    | 2009      | Sim    | Não      | Não           |

## Lista de brasileiros campeões do World Series of Fighting
| n° | Lutador campeão   | Divisão    | Ano  | Linear | Interino | Duplo Campeão |
| -- | ----------------- | ---------- | ---- | ------ | -------- | ------------- |
| 1° | Rousimar Palhares | Meio-médio | 2014 | Sim    | Não      | Não           |
| 2° | Marlon Moraes     | Galo       | 2014 | Sim    | Não      | Não           |
| 3° | Alexandre Almeida | Peso pena  | 2015 | Sim    | Não      | Não           |

## Lista de brasileiros campeões da PFL
| n° | Lutador campeão       | Divisão     | Ano       | Duplo Campeão |
| -- | --------------------- | ----------- | --------- | ------------- |
| 1° | Philipe Lins          | Pesado      | 2018      | Não           |
| 2° | Natan Schulte         | Leve        | 2018/2019 | Não           |
| 3° | Bruno Cappelozza      | Pesado      | 2021      | Não           |
| 4° | Antonio Carlos Júnior | Meio-Pesado | 2021      | Não           |
| 5° | Raush Manfio          | Leve        | 2021      | Não           |
| 6° | Larissa Pacheco       | Leve e Pena | 2022/2023 | Sim           |
| 6° | Renan Ferreira        | Pesado      | 2023      | Não           |

## Lista de brasileiros campeões da RIZIN Fighting Federation
| n° | Lutador campeão       | Divisão   | Ano  | Linear | Interino | Duplo Campeões |
| -- | --------------------- | --------- | ---- | ------ | -------- | -------------- |
| 1° | Roberto Satoshi Souza | Peso leve | 2021 | Sim    | Não      | Não            |
| 2° | Kleber Koike Erbst    | Peso pena | 2022 | Sim    | Não      | Não            |

## Lista de brasileiros campeões do PANCRASE
| n° | Lutador campeão | Divisão   | Ano  | Linear | Interino | Duplo Campeão |
| -- | --------------- | --------- | ---- | ------ | -------- | ------------- |
| 1° | Rafael Morcego  | Peso leve | 2019 | Sim    | Não      | Não           |

## Lista de brasileiros campeões do DREAM
| n° | Lutador campeão   | Divisão   | Ano  | Linear | Interino | Duplo Campeão |
| -- | ----------------- | --------- | ---- | ------ | -------- | ------------- |
| 1° | Bibiano Fernandes | Peso pena | 2009 | Sim    | Não      | Não           |